# Mark Renshaw
Mark Damien Renshaw (* 22. Oktober 1982 in Bathurst, New South Wales, Australien) ist ein ehemaliger australischer Radrennfahrer.

## Karriere
Die Anfangszeit als Leistungssportler war Renshaw Teil des australischen Bahnradsport-Projekts. Er wurde 1999 und 2000 Juniorenweltmeister im Teamsprint und 2000 außerdem im 1000-Meter-Zeitfahren. Im Erwachsenenbereich gewann er die Mannschaftsverfolgung der Commonwealth Games 2002 und insgesamt drei Läufe des Bahnrad-Weltcups in den Disziplinen Punktefahren und Scratch.
Auf der Straße wurde Renshaw 2004 Profi beim französischen Radsportteam Française des Jeux, nachdem er dort im Vorjahr als Stagiaire fuhr. Seinen ersten internationalen Sieg auf der Straße feierte er 2006 nach einem Wechsel zum ProTeam Crédit Agricole beim Eintagesrennen Tro-Bro Léon.
Zur Saison 2009 wechselte Renshaw zum Team Columbia, dem späteren Team HTC-Highroad, wo er zum „letzten Mann“ im Sprintzug von Mark Cavendish wurde, der in der gemeinsamen Zeit bei dieser Mannschaft 16 Etappen der Tour de France gewann. Aufgrund seines Verhaltens in dieser Tätigkeit wurde er nach der 11. Etappe der Tour de France 2010 wegen mehrfachen Kopfstoßens während des Sprints gegen Julian Dean und Abdrängens von Tyler Farrar vom Rennen ausgeschlossen. Dean, der Renshaw zuvor behindert hatte, wurde nicht bestraft. Die Entscheidung löste Empörung bei der Columbia-Mannschaft aus. Im Jahre 2011 konnte er mit dem Gesamtsieg der Tour of Qatar seinen bis dahin größten individuellen Erfolg auf der Straße erzielen.
Nach Auflösung des Teams HTC-Highroad wechselte Renshaw zur Saison 2012 zum Rabobank-Team, welches ihn als Sprintkapitän verpflichtete. Für diese Mannschaft gewann er 2012 eine Etappe der Presidential Cycling Tour of Turkey und 2013 die Clásica de Almería sowie eine Etappe der Eneco Tour.
Nach einer Zwischenstation bei Quick Step, für die er eine Etappe der Tour of Britain 2014 gewann, wechselte er 2016 zum südafrikanischen Team Dimension Data, wo er wieder auf Cavendish traf. Dort beendete er 2019 seine Karriere als Aktiver und bestritt mit der Tour of Britain sein letztes Rennen.

## Erfolge

### Straße
2006
- Tro-Bro Léon

2007
- eine Etappe Tour Down Under
- eine Etappe Tour de Picardie

2008
- eine Etappe Tour Down Under
- eine Etappe Circuit Franco-Belge

2009

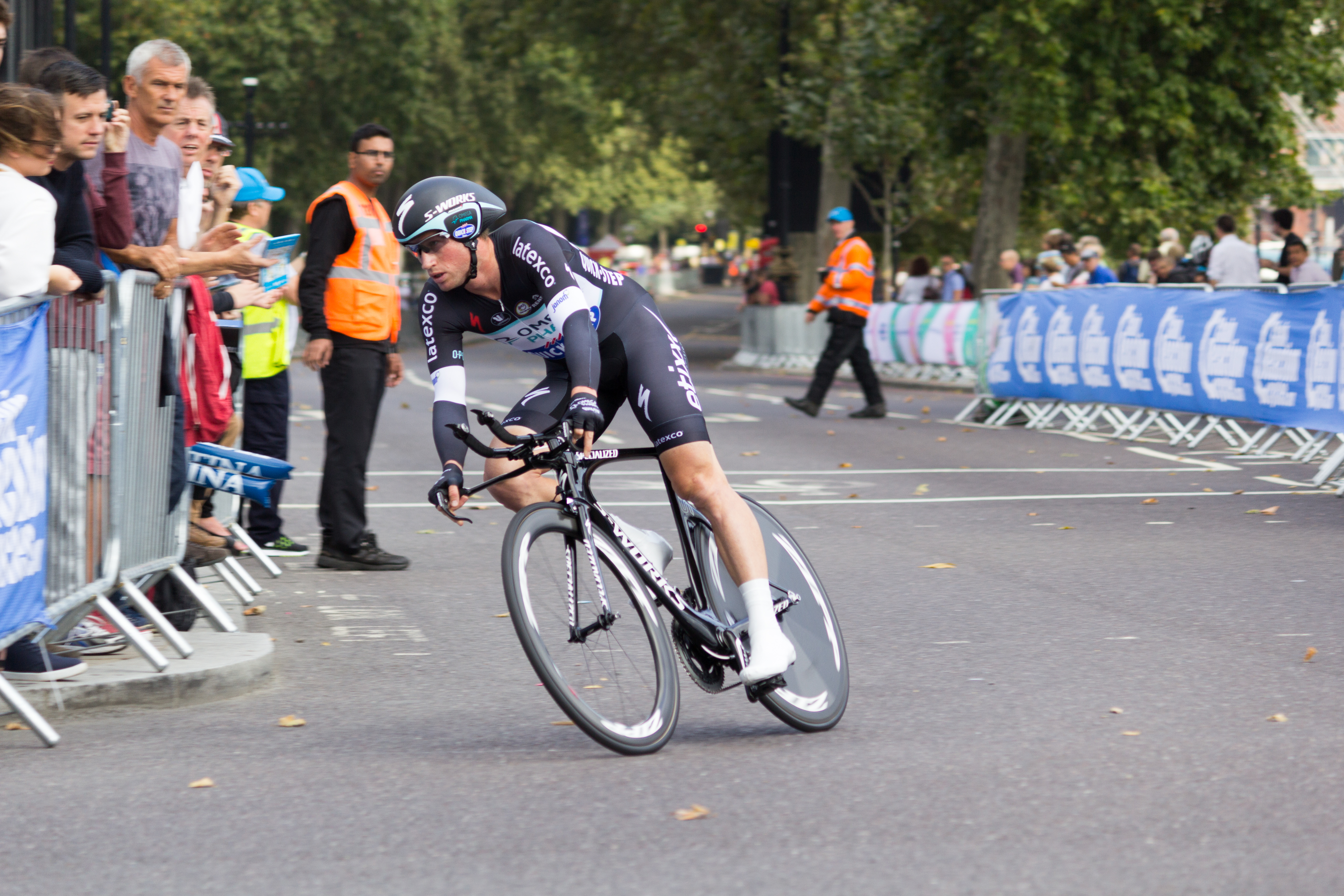
Mark Renshaw bei der Tour of Britain 2014

- Mannschaftszeitfahren Giro d’Italia

2010
- eine Etappe Post Danmark Rundt

2011
- Gesamtwertung und eine Etappe Tour of Qatar
- Mannschaftszeitfahren Giro d’Italia
- eine Etappe Tour of Britain

2012
- eine Etappe Presidential Cycling Tour of Turkey

2013
- Clásica de Almería
- eine Etappe Eneco Tour

2014
- Mannschaftszeitfahren Tirreno–Adriatico
- eine Etappe Tour of Britain

### Bahn
1999
- Junioren-Weltmeisterschaft – Teamsprint (mit Jobie Dajka und Ben Kersten)

2000
- Junioren-Weltmeisterschaft – 1000-Meter-Zeitfahren, Teamsprint (mit Ryan Bayley und Jason Niblett)

2002
- Bahnrad-Weltcup in Sydney – Punktefahren
- Commonwealth Games – Mannschaftsverfolgung (mit Graeme Brown, Peter Dawson und Luke Roberts)
- Commonwealth Games – Punktefahren

2003
- Bahnrad-Weltcup in Kapstadt – Punktefahren

2004
- Bahnrad-Weltcup in Manchester – Scratch

## Grand-Tour-Platzierungen
| Grand Tour            | 2005 | 2006 | 2007 | 2008 | 2009 | 2010 | 2011 | 2012 | 2013 | 2014 | 2015 | 2016 | 2017 | 2018 | 2019 |
| --------------------- | ---- | ---- | ---- | ---- | ---- | ---- | ---- | ---- | ---- | ---- | ---- | ---- | ---- | ---- | ---- |
| Giro d’ItaliaGiro     | 144  | –    | –    | –    | DNF  | –    | DNF  | –    | –    | –    | –    | –    | –    | –    | DNF  |
| Tour de FranceTour    | –    | –    | –    | DNF  | 149  | DSQ  | 163  | DNF  | –    | 142  | DNF  | DNF  | DNF  | DNF  | –    |
| Vuelta a EspañaVuelta | –    | DNF  | 144  | –    | –    | –    | –    | –    | –    | –    | –    | –    | –    | –    | –    |